# Félix Cárdenas
Félix Rafael Cárdenas Ravelo (Encino, Santander, 24 de noviembre de 1972) es un exciclista colombiano de ruta. 
Compitió en Europa en equipos como el Kelme y el Cafés Baqué. Destacado escalador, logró victorias en dos de las Grandes Vueltas, como la 12.ª etapa del Tour de Francia 2001 con final en Ax 3 Domaines y tres etapas en la Vuelta a España, en 2000 (La Molina), 2003 (Sierra Nevada) y 2004 (La Covatilla). Su último equipo profesional fue el Barloworld en 2009.
Regresó a Colombia y a partir de 2010 formó parte del equipo aficionado de GW Shimano, donde se consagró bicampeón de la Vuelta a Colombia en 2011 y 2012. Actualmente es director deportivo del mismo equipo.

## Palmarés
| 1995 - Vuelta a Boyacá 1998 - Clásica de Girardot 2000 - 1 etapa del Tour de Limousin - 1 etapa de la Vuelta a España 2001 - 1 etapa del Tour de Francia 2002 - 1 etapa del Giro del Trentino - 2 etapas de la Vuelta a Colombia 2003 - Vuelta a La Rioja, más 1 etapa - 1 etapa de la Vuelta a Castilla y León - 2 etapas de la Vuelta a Colombia - 1 etapa de la Vuelta a España, más clasificación de la montaña - 1 etapa del Clásico RCN 2004 - 1 etapa de la Vuelta a España, más clasificación de la montaña 2005 - Tour de Japón, más 2 etapas | 2006 - 1 etapa del Brixia Tour - Clásica de Ordizia - Gran Premio Industria y Commercio Artigianato 2007 - 1 etapa del Giro del Capo 2010 (como amateur) - Campeonato de Colombia en Ruta - Clásico RCN - Clásica de Girardot 2011 (como amateur) - Vuelta a Colombia, más 2 etapas 2012 (como amateur) - 1 etapa de la Vuelta a Chile - Vuelta a Colombia, más 3 etapas - Campeonato de Colombia en Ruta - Clásica de Girardot, más 3 etapas 2013 (como amateur) - 1 etapa de la Vuelta a Colombia 2014 (como amateur) - 1 etapa de la Vuelta a Colombia |

## Resultados en Grandes Vueltas y Campeonatos del Mundo
| Carrera              | 2000 | 2001 | 2002 | 2003 | 2004 | 2005 | 2006 | 2007  | 2008 | 2009 |
| Giro de Italia       | Ab.  | -    | -    | -    | -    | -    | -    | -     | 16.º | 66.º |
| Tour de Francia      | -    | 61.º | -    | -    | -    | -    | -    | 106.º | Ab.  | -    |
| Vuelta a España      | 31.º | 95.º | -    | 8.º  | 29.º | -    | -    | -     | -    | -    |
| Mundial en Ruta      | -    | -    | -    | 55.º | -    | -    | Ab.  | -     | 60.º | -    |
| Mundial Contrarreloj | -    | -    | -    | -    | -    | -    | -    | -     | 39.º | -    |

-: no participa
Ab.: abandono

## Equipos
- Kelme-Costa Blanca (2000-2001)
- Cage Maglierie-Olmo (2002)
- 05 Orbitel (2003)[6]
- Cafés Baqué (2003)[7]
  - Labarca 2-Cafés Baqué (2003)
  - Cafés Baqué (2004)
- Barloworld (2005-2009)
  - Team Barloworld-Valsir (2005)
  - Barloworld (2006-2007)
  - Barloworld-Bianchi (2008)

Como amateur
- GW Shimano (2010-2012)
- Formesán-Bogotá Humana (2013-2014)